# La Mata de Morella
|  | Per a altres significats, vegeu «La Mata (desambiguació)». |

El poble de la Mata de Morella, a vegades només la Mata, és un municipi del País Valencià situat a la comarca dels Ports.

## Geografia
Està situat en el sector occidental de la comarca, a la frontera amb Aragó. Al terme municipal de la Mata desemboca el riu de la Cuba al de Cantavella, que discorre a poca distància al sud del nucli urbà. Les principals altures superen els 1.000 m sobre el nivell del mar, com els 1.102 del Tossal de la Mata de Morella (al sud) o els 1.052 del Tossal de Navarro (al nord). Per l'extrem nord discorren els barrancs de les Ombries i el Criançó que desembocaran més avant en el Cantavella. La vegetació predominant està formada per masses forestals de roures i alzines.

### Límits
|                          | la Todolella       |            |
| Olocau del Rei Mirambell |                    |            |
| Cantavella la Cuba       | Portell de Morella | Cinctorres |

### Accés
Des de Castelló s'accedeix a aquesta localitat a través de la CV-151, prenent després la CV-10 per a accedir a la CV-15, posteriorment es pren la CV-12 i la CV-14 per a finalitzar en la CV-120.

## Història
Va ser un dels llogarets de Morella. Conquerida per en Blasco I d'Alagón, qui, en 1234, la va donar a poblar a Bernat Montsó passant després a formar part del terme general de Morella. En 1691, el rei Carles II li va concedir la independència municipal de Morella, al costat dels altres llogarets, convertint-se en vila independent. Durant l'edat mitjana va tenir la seva major prosperitat en ser un centre ramader d'importància. La crisi general del Maestrat li va afectar especialment.
El 2001 s'inventarià l'Arxiu Municipal.

## Demografia
| 1990 | 1992 | 1994 | 1996 | 1998 | 2000 | 2002 | 2004 | 2006 | 2008 | 2009 | 2013 | 2015 |
| ---- | ---- | ---- | ---- | ---- | ---- | ---- | ---- | ---- | ---- | ---- | ---- | ---- |
| 204  | 221  | 220  | 208  | 196  | 180  | 171  | 171  | 174  | 195  | 192  | 208  | 195  |

## Economia
L'economia de la Mata està basada en la ramaderia (de bestiar porcí, boví i oví) i a l'agricultura (cultiu de cereals). Altres sectors són la construcció, la fabricació artesanal d'espardenyes i altres serveis.

## Alcaldia
Des de 2019 l'alcalde de la Mata és Jorge Royo Folch de l'agrupació d'electors «La Mata Parlem» (LMP).
| Període                       | Alcalde o alcaldessa        | Partit polític | Data de possessió | Observacions |
| ----------------------------- | --------------------------- | -------------- | ----------------- | ------------ |
| 1979–1983                     | Julián Pechobierto Morralla | AEI            | 19/04/1979        | --           |
| 1983–1987                     | Domingo Monserrat Morralla  | AP-PDP-UL-UV   | 28/05/1983        | --           |
| 1987–1991                     | Alberto Piquer González     | PSPV-PSOE      | 30/06/1987        | --           |
| 1991–1995                     | Pere Calvo Castel           | PSPV-PSOE      | 15/06/1991        | --           |
| 1995–1999                     | Josefina Piquer Fabregata   | PP             | 17/06/1995        | --           |
| 1999–2003                     | Josefina Piquer Fabregata   | PP             | 03/07/1999        | --           |
| 2003–2007                     | Mateo Royo Plana            | PP             | 14/06/2003        | --           |
| 2007–2011                     | Mateo Royo Plana            | PP             | 16/06/2007        | --           |
| 2011–2015                     | Pere Calvo Castel           | PSPV-PSOE      | 11/06/2011        | --           |
| 2015–2019                     | Pere Calvo Castel           | PSPV-PSOE      | 13/06/2015        | --           |
| 2019-2023                     | Jorge Royo Folch            | LMP            | 15/06/2019        | --           |
| Des de 2023                   | n/d                         | n/d            | 17/06/2023        | --           |
| Fonts: Generalitat Valenciana |                             |                |                   |              |

## Monuments
Religiosos
- Ermita Sant Gil. Edifici d'interès arquitectònic.
- Ermita de Santa Bàrbara
- Ermita Sant Cristòfol
- Església parroquial, dedicada a la Verge de les Neus. Manté la seva estructura gòtica.
- Ermita de Sant Antoni

Civils
- Nucli urbà. Es conserven les casones senyorials dels d'Alp i de la Figuera del segle xvii i la dels Pedro del segle xvi.
- Palau de l'Ajuntament. Edifici d'interès arquitectònic. Construït en la segona meitat del segle xvi.
- Torre Fèlix, propera a la població
- Torre Fruita

## Llocs d'interès
- Carrasqueta de L'aguaita
- Els Calderetes del riu Cantavella, zona de bany
- Tossal de la Mata de Morella, cim de 1.101 metres

## Festes locals
- Festes patronals. Se celebren durant la primera setmana d'agost en honor de Sant Gil.
- Festa de l'Onso. Se celebra una nit d'un dissabte de març o inicis d'abril, proper a l'inici de la primavera meteorològica realA més d'haver acollit l'Aplec dels Ports en tres ocasions, els anys 1981, 1990, 2000 i 2009, la Mata també celebra el festival MATAROCK.